# Kamilijanci
Kamilijanci (latinsko: Ordo Clericorum Regularium Ministrantium Infirmis), oz. Družba bolniških strežnikov, okrajšava: MI, tudi: Ordo Sancti Camilli, so Red znotraj Rimskokatoliške cerkve.
Začetki Reda segajo v leto 1582, ki ga zasnoval sveti Kamil de Lellis (1550 – 1614). Kot razpoznavni znak članov Reda, je Kamil določil priponko z velikim rdečim križem, ki naj ga nosijo na svojih črnih talarjih. Simbol je bil pozneje izbran za mednarodni simbol zdravstvene oskrbe. Ustanovitelj Reda je učil svoje prve prostovoljce, da je bolnišnica Božja hiša, z vrtom, kjer odmevajo glasovi bolnikov kot glasba iz nebes. Mednarodna okrajšava za Kamilijance je MI.

## Zgodovina Reda
De Lellis je sprva želel iti po očetovi poti, biti je hotel vojak. Med preizkušnjo te službe je utrpel težjo poškodbo noge in takrat so zdravniki ugotovili, da se rana ne bo nikoli več zacelila. Ko pa je bil njegov polk razpuščen, je našel novo delo kot delavec v nekem kapucinskem samostanu. Eden od redovnikov ga je versko poučil in sčasoma je izrazil željo, da vstopi v red bratov kapucinov.
Kapucini so Lellisa sprejeli kot kandidata, vendar se je zaradi neozdravljive poškodbe noge preselil v Rim, kjer se je nastanil v bolnišnici za neozdravljivo bolne. Ko je tako počasi napredoval v svojem duhovnem življenju, je opazil, da imajo bolnišnice slabo oskrbo bolnikov in negovalno osebje nima prave izobrazbe.
V rimski bolnišnici Svetega Jakoba je De Lellis leta 1582 zbral prvo skupino prostovoljcev, ki so se na tak način posvečali negi bolnikov. Do tega so ga pripeljale tudi izkušnje iz vojaških spopadov, da ustanovi skupino zdravstvenih delavcev, ki bi pomagali vojakom na bojišču. De Lellis je povabili nekaj mladeničev v svoj krog, da bi tudi s pomočjo vere osmislili skrb za bolnike in s tem dobili bolj konkreten izraz svoje vere. Ta prvi krog njegovih sodelavcev je povabilo vzel zares in Kamil je začel razmišljati o oblikovanju nekakšne verske skupnosti, ki naj bi skrbela za bolnike. Zaprosil je za prejem svetega reda zase in za svoje somišljenike.
Papež Sikst V. je 18 marca 1586 na kratko potrdil novo nastajajoči Red. Velik rdeč križ, ki ga je sprejel kot znak njihovega Reda do zdravstvene oskrbe, postane simbol Reda. Kamilijanci se še danes identificirajo s tem emblemom; simbol je danes splošno priznan kot znak krščanske ljubezni in služenja bližnjemu. To je bil prvotni Rdeči križ, tri stoletja pred Henri Dunantovo ustanovitvijo mednarodne organizacije Rdečega križa.
Uradno jih je s papeško bulo kot verski red Ordo Clericorum Regularium Ministrantium Infirmis (s kratico MI oziroma nekdanjim imenom OSCam) priznal papež Gregor XIV. dne 21. septembra 1591.
V bitki pri Canizzi, leta 1601, se je zgodil čudež, ki je bil pozneje povod za dokončen sprejem takšnega križa kot prepoznavni znak kamilijancev po vsem svetu. Medtem ko so se kamilijanci ukvarjali z nego ranjencev, je bil popolnoma uničen njihov šotor, v katerem so imeli vso razpoložljivo oprema za teren. Od vsega materiala, ki je zgorel, je ostal nedotaknjen le emblem z rdečim križem. Ta dogodek je celo skupnost potrdil v njihovem človekoljubnem delu in kot spoznanje Božje milosti, da so na pravi poti.
Člani reda so se posvetili tudi zdravstveni oskrbi kužnih bolnikov. Prav zaradi prizadevanj kamilijancev, da bi negovali tudi tako težke bolnike, po njihovih domnevnih čudežnih ozdravitvah in obrambi Rima pred novo kugo in posledično pred lakoto, je bil Kamil med ljudstvom kmalu imenovan kot Rimski svetnik.

## Kamilijanke
Skozi čas je karizma sv. Kamila združila tudi številne žene, ki so se prav tako želele povezati v neko sorodno družbo, ki bi skrbela za bolnike.
Leta 1842 je v kraju Lucca ustanovljena ženska veja tega Reda, ki jo takrat vodi Maria Domenica Brun Barbantini. Privzele so ime Sestre negovalke sv. Kamila (Suore ministre degli infermi di San Camillo). Papež Janez Pavel II. je Mario Domenico leta 1995 razglasil za blaženo.
Konec 19. stoletja (1892) je sestra Giuseppina Vannini, pod vodstvom kamilijanca patra Luigija Tezza, ustanovila kongregacijo Hčera sv. Kamila (Figlie di San Camillo).
V letu 1936 je bil ustanovljen ženski sekularni inštitut, eno izmed misijonarskih združenj, z imenom Kristus, naše upanje, ki ga je 15. julija 1953 odobril Sveti sedež.
Leta 1949 je v Chietiju nastala nova kongregacija sester. Ustanovil jo je kamilijanec p. Primo Fiocchi z imenom Sestre služabnice od Učlovečenja, ki so se prvenstveno ukvarjale z bolniki obolelimi za tuberkulozo.

## Trenutni status Reda
Sveti sedež je 28. aprila 1987 pri Papeški fakulteti Teresianum ustanovil Mednarodni teološki inštitut za pastoralo zdravja Camillianum.
Red ima trenutno 1.147 moških članov, od katerih je 670 duhovnikov. Združuje tudi okoli 2.000 redovnic v sedmih različnih skupnostih. Red skrbi za 175 institucij, ki se ukvarjajo predvsem z zdravstveno oskrbo, pa tudi z izobraževanjem v zdravstvenem sektorju (dve univerzi).
MI so prisotni v:
- Evropi (Avstrija, Francija, Nemčija, Irska, Italija, Nizozemska, Poljska, Združeno kraljestvo, Španija, Madžarska)
- Ameriki (Argentina, Bolivija, Brazilija, Čile, Kolumbija, Ekvador, Haiti, Mehika, Peru, Združene države Amerike)
- Afriki (Benin, Burkina Faso, Kenija, Madagaskar, Tanzanija, Togo, Uganda)
- Aziji (Armenija, Filipini, Gruzija, Indija, Tajvan, Tajska, Vietnam)
- Avstraliji

Generalni sedež je v cerkvi Santa Maria Maddalena, Piazza della Maddalena v Rimu. 31. decembra 2008 je imel Red 167 hiš.

## Sestava Reda
Od leta 2006 je Red razdeljen na province, od katerih imajo nekatere svoj sedež na drugi celini; razdeljene so geografsko: Evropa je razdeljena na 11 provinc (4 so v Italiji) in 4 kustodije; Azija ima 1 provinco, 3 delegature in 4 kustodije; Afrika je sestavljena iz 2 delegatur in 5 kustodij; Avstralija ima svojo (1) delegaturo.

### Generali Reda
- ustanovitelj in prvi vrhovni general Reda: Kamil de Lellis (1591-1607)
- P. Biagio Oppertis (1607-13)
- P. Francesco Antonio Nigli (1613-19)
- P. Sanzio Cicatelli (1619-25)
- P. Frediano Pieri (1625-34)
- P. Matteo Moruelli (1634-40)
- P. Giovanni Battista Novati (1640-46)
- P. Nicolò Grana (1646-52)
- P. Marcantonio Albiti (1652-56)
- P. Sante Cacciamani (1657-58)
- P. Giovanni Battista Barberis (1658-66)
- P. Giovanni Stefano Garibaldi (1666-78)
- P. Francesco Monforte (1678-84)
- P. Giovanni Battista Lasagna (1684-86)
- P. Bartolomeo Del Giudice (1687-93)
- P. Francesco Del Giudice (1693-99)
- P. Nicolò Du Mortier (1699-1705)
- P. Antonio Tinghini (1705-09)
- P. Pantaleone Dolera (1710-13)
- P. Paolo Pietro Natalini (1713-16)
- P. Domenico Gangi (1716-22)
- P. Gaspare Riccioli (1722-28)
- P. Francisco Pérez Moreno (1728-1734)
- P. Giovanni Domenico Costantini (1734-40; 1743-52)
- P. Sebastiano López Cuetto (1740-43)
- P. Domenico Pizzi (1752-58)
- P. Giovanni Gentili (1758-64)
- P. Gabriel Marin de Moya (1764-70)
- P. Nicolò Antonio Berzovini (1770-74)
- P. Bartolomé Martínez Corella (1776-82)
- P. Bonaventura Amici (1782-88)
- P. Giuseppe Dell’Uva (1788-99)
- P. Pietro Amici (1799-1807)
- P. Michelangelo Toni (1807-21)
- P. Giovanni Camillo Orsoni (1821-24)
- P. Giovanni Antonio Francone (1824-26)
- P. Giacomo Mazzetti di Pietralata (1826-1828) ad beneplacitum Sanctae Sedis
- P. Nicolò Liotti (1828-30)
- P. Luigi Togni (1832-38; 1844-49)
- P. Antonino Maria Scalabrini (1838-44)
- P. Silvestro De Stefano (1850-56)
- P. Francesco Italiani (1856-62)
- P. Giuseppe Oliva (1862-68)
- P. Camillo Guardi (1868-84) ad beneplacitum Sanctae Sedis
- P. Gioacchino Ferrini (1884-89)
- P. Giovanni Mattis (1889-95)
- P. Pietro Desideri (1895)
- P. Stanislao Carcereri (1895-98)
- P. Giuseppe Sommavilla (1898-1903)
- P. Francesco Vido (1904-20)
- P. Alfonso Maria Andrioli (1920-22)
- P. Pio Holzer (1923-29)
- P. Germano Curti (1929-35)
- P. Florindo Rubini (1935-47)
- P. Karl Mansfeld (1947-65)
- P. Forsenio Vezzani (1965-71)
- P. Heinrich Dammig (1971-77)
- P. Calisto Vendrame (1977-89)
- P. Angelo Brusco (1989-2001)
- P. Anthony Francis Monks (2001-2007)
- P. Renato Salvatore (2007-2014)
- P. Leocir Pessini (2014-)